# Тулиста
Тулиста (лат. Tulista) — род суккулентных растений семейства Асфоделовые (Asphodelaceae).
Эти карликовые листовые суккуленты привлекательны своими бело-бугорковыми листьями, формирующими компактные розетки, и пользуются большой популярностью среди коллекционеров суккулентов. Все четыре представителя этого небольшого рода являются эндемиками Западно-Капской провинции Южной Африки.

## Описание
Растения рода Тулиста отличаются небольшими розетками без стеблей и сочными листьями, которые обычно крупнее, чем у других хавортиоидов (таких как виды Haworthia и Haworthiopsis). Листья всех видов Тулиста полностью лишены волокон, а экссудат (сок) листьев имеет жёлтый цвет. Форма и текстура листьев различаются у разных видов, а также могут варьировать внутри одного вида. Растения обычно растут в отдельности или иногда формируют небольшие плотные группы.
Среди «хавортиоидных родов» род Тулиста выделяется своими прочными и хорошо разветвлёнными соцветиями. В бутоне цветки возвышаются вверх, но когда они раскрываются, они принимают горизонтальное или наклонное положение. Цветки двугубые, с выраженной верхней и нижней губами, прямой трубкой и слегка изогнутыми кончиками. Они обычно белые или беловатые, с розовыми или коричневато-зелёными центральными жилками на околоцветнике (цветочных листьях). Цветочная трубка имеет широкое основание и соединяется с цветоносом (цветоножкой) отчетливо, не сужаясь к цветоножке, как у хавортии и хавортиопсиса.
Виды рода Тулиста преимущественно цветут весной и летом в южном полушарии. Плодовые коробочки с тремя камерами со временем высыхают и открываются, показывая плоские семена, окрашенные в желтовато-коричневые или тёмно-коричневые оттенки. Растения Тулиста являются многолетними, отличаются медленным ростом и могут прожить десятилетия как в естественных условиях, так и в культуре.

## Распространение и экология
Все четыре вида являются эндемиками Западно-Капской провинции Южной Африки. Они обитают в определённых регионах между Вустером и заливом Моссел, а также на севере в направлении Матиесфонтейн в Большом Кару. Это область, где основные осадки приходят зимой. Они произрастают на различных субстратах, включая сланец, песчаник, известняк и гравий. Растения могут встречаться в скоплениях травы, среди других растений или на более каменистых участках.
Благодаря своей суккулентной природе, растения способны выживать в условиях продолжительных засух и противостоять лесным пожарам. Их небольшие цветы опыляются насекомыми, такими как хоботки или пчёлы, а на плодах часто можно обнаружить личинок насекомых, которые паразитируют на них.

## Таксономия
Род Хавортия долгое время считался проблематичным и вызывал подозрения о его полифилетичности. Из-за этого он был разделён на три подрода: Haworthia (включающая мягкие, зелёные, лиственные виды, которые часто повторяются), Hexangulares (содержащая более твёрдые виды с частыми бугорками) и Robustipedunculares (включающая четыре самых крупных и прочных вида). Несколько филогенетических исследований подтвердили это разделение и показали, что Хавортия фактически состоит из трёх отдельных ветвей, которые имеют отдалённое родство друг с другом.
На основе филогенетических данных в 2013 году Гордон Роули восстановил род Тулиста, который впервые был описан Константином Сэмюэлем Рафинеском в 1840 году, но впоследствии был признан синонимом рода Хавортия. Однако Роули принял очень широкую концепцию рода Тулиста, включая в него не только подрод Robustipedunculares Хавортии, но и таксоны, такие как Астролоба и Алоэ остистое. Впоследствии, в 2013 году, такая широкая концепция была отвергнута, и род Тулиста был повторно определён как включающий четыре вида, что подтверждено и в 2016 году. Несмотря на это, Роули продолжал отстаивать свой первоначальный подход к роду, хотя он больше не получил широкого признания. Те же филогенетические исследования показали, что ближайшими родственниками Тулиста являются Астролоба и Гониалоэ.
Tulista Raf., первое упоминание в Autik. Bot.: 137 (1840).

### Виды
Подтвержденные виды по данным сайта Plants of the World Online на 2023 год:
| Название                                          | Изображение | Описание | Разновидности |
| ------------------------------------------------- | ----------- | --- | --- |
| Tulista kingiana (Poelln.) Gideon F.Sm. & Molteno |             | Растения формируют розетки, состоящие из прямостоячих или раскидистых желтовато-зелёных листьев. Размер розеток может достигать 180 мм в высоту. Поверхность листьев имеет шероховатую текстуру (иногда гладкую), на которой выступают приподнятые бугорки, меняющиеся от белого до однотонного цвета. Этот вид растений распространён ограниченно и встречается только в нескольких изолированных популяциях в окрестностях залива Моссел, Хартенбос, Грейт-Брак и недалеко от Гербертсдейла в провинции Западный Кейп, Южная Африка. Они обычно предпочитают расти на песчаных почвах и находиться либо на открытых травянистых участках, либо укрываться под крупными кустарниками на склонах скалистых территорий. | |
| Tulista marginata (Lam.) G.D.Rowley               |             | Растение формирует низкорослую розетку без стеблей, которая состоит из прямых или раскидистых бледно-коричневато-зелёных листьев. Размер розеток может достигать до 200 мм в высоту, иногда они образуют небольшие скопления. Поверхность листьев гладкая и обычно не имеет бугорков. Этот вид обитает только в Западной Капской провинции Южной Африки, от Эштона и Бредасдорпа на западе до Риверсдейла на востоке. Он предпочитает расти на плоской или слегка наклонной травянистой местности с разбросанными кустарниками. | |
| Tulista minor (Aiton) Gideon F.Sm. & Molteno      |             | Данный вид формирует компактные розетки без стеблей с прямостоячими или раскидистыми листьями, которые могут быть от светло- до тёмно-зелёного цвета. Иногда встречаются редкие голубовато-зелёные оттенки. Высота розеток может достигать до 150 мм, а иногда они образуют небольшие скопления. Поверхность листьев шероховатая, с белыми, приподнятыми, уплощёнными бугорками. Вид имеет значительную морфологическую изменчивость и представлен множеством интересных и уникальных форм. Этот вид является наиболее распространённым в своем роде. Он преимущественно обитает на прибрежных территориях, известен от залива Моссел на востоке до Бредасдорпа на западе и на север от гор Лангеберг, расположенных в Западно-Капской провинции, Южная Африка. Среда обитания данного вида значительно варьирует, но обычно он встречается в травянистых районах. | |
| Tulista pumila (L.) G.D.Rowley                    |             | Этот вид растений образует компактную розетку с прямыми или разросшимися листьями, окрашенными в оттенках коричневого до оливково-зелёного цвета. Размер розеток может достигать до 250 мм в высоту, и иногда они образуют небольшие скопления. Поверхность листьев может быть шероховатой и иметь белые, выпуклые бугорки, обычно округлой формы, которые не сливаются друг с другом. Этот вид имеет широкое распространение в Западно-Капской провинции Южной Африки и является единственным видом в своём роде, который может быть местами обилен в некоторых районах. Он встречается от Вустера на востоке до Лейнсбурга на севере и Свеллендама на юге. Типичная форма этого растения встречается в районе Вустер-Робертсон-Кару, в то время как некоторые удалённые популяции могут иметь разнообразные морфологические особенности.                         | - Tulista pumila var. ohkuwae (M.Hayashi) Breuer - Tulista pumila var. pumila - Tulista pumila var. sparsa (M.Hayashi) Breuer |

## Охранный статус
Два из четырёх видов являются видами, требующими особой охраны. Tulista kingiana и Tulista marginata находятся под угрозой исчезновения (EN), в то время как Tulista minor и Tulista pumila имеют наименьший уровень тревоги (LC). Основными угрозами для этих растений являются разрушение их естественной среды обитания из-за расширения сельского хозяйства, городской застройки и промышленности, а также чрезмерного пастбищного использования и конкуренции со стороны инвазивных видов. Кроме того, незаконный сбор диких растений для торговли суккулентами также представляет угрозу для их выживания.

## Применение
Растения пользуются большой популярностью среди коллекционеров суккулентных растений по всему миру. Они также широко используются в садоводстве, особенно в небольших альпинариях, а также в качестве горшечных растений.
Народные целители сообщают о молении листьев Tulista pumila для использования их в качестве мыла. Измельчённые листья этого вида также могут использоваться в качестве припарки.

## Выращивание

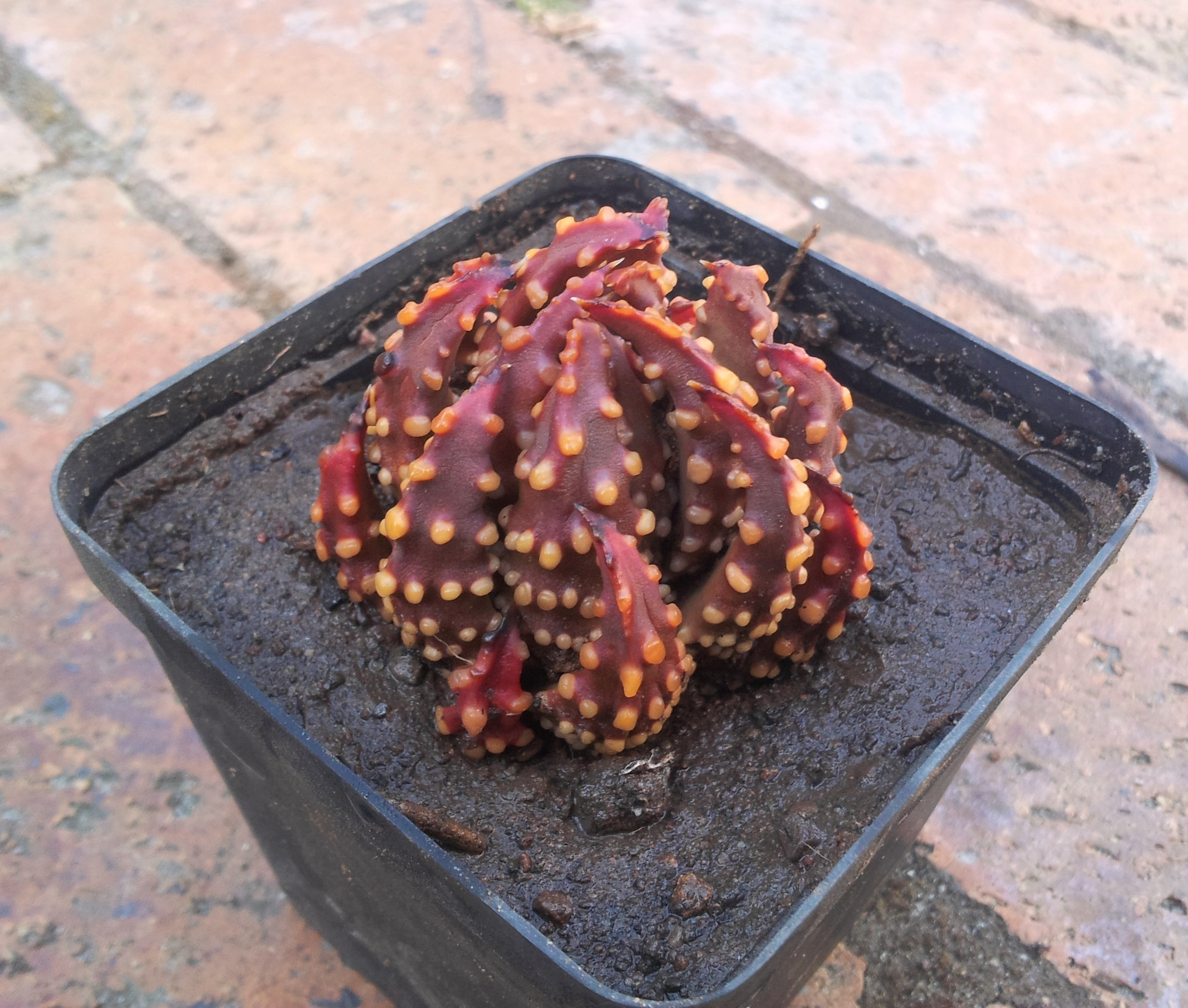
' в контейнере

Растения идеально подходят для выращивания в контейнерах. В районах без заморозков, с зимними осадками и умеренным количеством осадков их можно успешно выращивать в рокариях. Хотя это выносливые растения, которые могут выдерживать яркое солнце и засуху, они отлично развиваются в полутенистых местах. Однако для тех видов, как Tulista pumila, требуются более яркие условия освещения, чтобы подчеркнуть окраску листьев.
Наиболее эффективным способом размножения является посев семян, хотя обычно требуется искусственное опыление, и развитие сеянцев — длительный процесс. Семена следует сеять весной или осенью в смесь из песка и компостированной коры, регулярно опрыскивая поверхность, чтобы она оставалась слегка влажной. Прорастание может начаться через 2 недели, и рассаду можно пересадить в отдельные горшки в течение первого или второго года.
Виды также могут быть размножены путём отделения боковых отводков. Отделённые отводки следует поливать умеренно до их укоренения и начала активного роста. Старые кусты также могут быть разделены на отдельные растения и пересажены. В отличие от Haworthia и Haworthiopsis, размножение Tulista через листовые черенки не так просто.